# Championnat du Yémen de football 2019-2020
Navigation
Saison précédente Saison suivante
La saison 2019-2020 du Championnat du Yémen de football est la vingt-quatrième édition de la première division au Yémen.
En raison de la guerre civile, consécutive au coup d'état de janvier 2015, le championnat 2014-2015 est interrompu à l'issue de la 17e journée. Jusqu'en 2019 aucun championnat n'est disputé. En 2019, la fédération organise un tournoi national regroupant 34 clubs divisés en huit groupes. Les huit premiers se retrouvent au Stade olympique de Say'un pour un tournoi final.

## Les clubs participants
Après un premier tour où participent 34 équipes, les huit premiers de chaque groupe se rencontrent dans deux groupes.
Les clubs qualifiés pour le tournoi final :
| - Al Wahda Aden - Al Sha'ab Hadramaut - Al Ahli Sanaa - Al Ittihad Ibb | - Al-Tilal SC - Al-Ahli Ta'izz - Al Hilal Hudaydah - Al Yarmuk Sanaa |

## Compétition
Le barème de points servant à établir le classement se décompose ainsi :
- Victoire : 3 points
- Match nul : 1 point
- Défaite : 0 point

### Classement Groupe A
| Rang | Équipe              | Pts | J | G | N | P | Bp | Bc | Diff |
| ---- | ------------------- | --- | - | - | - | - | -- | -- | ---- |
| 1    | Al Wahda Aden       | 7   | 3 | 2 | 1 | 0 | 6  | 1  | +5   |
| 2    | Al Sha'ab Hadramaut | 7   | 3 | 2 | 1 | 0 | 4  | 2  | +2   |
| 3    | Al Ahli Sanaa       | 3   | 3 | 1 | 0 | 2 | 2  | 2  | 0    |
| 4    | Al Ittihad Ibb      | 0   | 3 | 0 | 0 | 3 | 1  | 8  | -7   |

|  | Qualification pour le tour final |

### Classement Groupe B
| Rang | Équipe            | Pts | J | G | N | P | Bp | Bc | Diff |
| ---- | ----------------- | --- | - | - | - | - | -- | -- | ---- |
| 1    | Al-Tilal SC       | 7   | 3 | 2 | 1 | 0 | 5  | 3  | +2   |
| 2    | Al-Ahli Ta'izz    | 5   | 3 | 1 | 2 | 0 | 4  | 3  | +1   |
| 3    | Al Hilal Hudaydah | 2   | 3 | 0 | 2 | 1 | 2  | 3  | -1   |
| 4    | Al Yarmuk Sanaa   | 1   | 3 | 0 | 1 | 2 | 2  | 4  | -2   |

|  | Qualification pour le tour final |

### Tour final
|  | Demi-finales        | Demi-finales        |               |       | Finale          | Finale          |
|  | Demi-finales        | Demi-finales        |               |       | Finale          | Finale          |
|  |                     |                     |               |       |                 |                 |
|  | 23 janvier 2020     | 23 janvier 2020     |               |       | 26 janvier 2020 | 26 janvier 2020 |
|  | 23 janvier 2020     | 23 janvier 2020     |               |       | 26 janvier 2020 | 26 janvier 2020 |
|  | Al Wahda Aden       | 1                   |               |       | 26 janvier 2020 | 26 janvier 2020 |
|  | Al Wahda Aden       | 1                   |               |       | 26 janvier 2020 | 26 janvier 2020 |
|  | Al-Ahli Ta'izz      | 0                   |               |       | 26 janvier 2020 | 26 janvier 2020 |
|  | Al-Ahli Ta'izz      | 0                   | Al Wahda Aden | 0 (2) |                 |                 |
|  | 24 janvier 2020     |                     | Al Wahda Aden | 0 (2) |                 |                 |
|  |                     | Al Sha'ab Hadramaut | 0 (3)         |       |                 |                 |
|  | Al Sha'ab Hadramaut | Al Sha'ab Hadramaut | 0 (3)         | 1     |                 |                 |
|  | Al Sha'ab Hadramaut |                     |               | 1     |                 |                 |
|  | Al-Tilal SC         | 0                   |               |       |                 |                 |
|  | Al-Tilal SC         | 0                   |               |       |                 |                 |

## Bilan de la saison
| Championnat du Yémen de football 2019-2020 |                     |
| Champion                                   | Al Sha'ab Hadramaut |
| Coupes et trophées                         |                     |
| Vainqueur de la Coupe du Yémen 2019-2020   | Non disputée        |
| Qualifications continentales               |                     |
| Promotions et relégations                  |                     |
| Promus en Yemeni League                    |                     |
| Relégués en Division 1                     |                     |